# Kabinett der Vereinigten Staaten
Das Kabinett der Vereinigten Staaten (engl.  Cabinet of the United States) ist ein Teil der Exekutive in der Bundesregierung der USA und setzt sich aus dem Präsidenten, dem Vizepräsidenten, den 14 Ministern (engl. Secretaries) mit Kabinettsrang, dem United States Attorney General und einigen weiteren ranghohen Beamten von US-Bundesbehörden zusammen.
Obwohl es sich zu einem der einflussreichsten Organe der Bundesregierung entwickelt hat, ist der Begriff „Kabinett“ selbst nicht in der Verfassung enthalten. Der Ausdruck entspricht auch nicht dem im Deutschen üblichen Ausdruck des Kabinetts für die gesamte Regierung, es ist eine Runde des Präsidenten mit den wichtigsten Ministern und Führungsbeamten. Es kommt im Cabinet Room des Weißen Hauses zusammen.

## Verfassungs- und Rechtsbasis
Der Zweite Artikel der Verfassung enthält eine Klausel, dass der Präsident „schriftlich die Meinung der Hauptmitglieder der Bundesregierung zu jedem Thema, das in ihren Amtsbereich fällt, einholen kann“. Außerdem bestimmt der 25. Zusatzartikel zur Verfassung, dass der Vizepräsident zusammen mit einer Mehrzahl der Hauptmitglieder der Bundesregierung dem Kongress eine Mitteilung übermitteln kann, dass der Präsident nicht in der Lage ist, sein Amt auszuüben.
Der Begriff „Kabinett“ selbst ist allerdings weder im United States Code noch im Code of Federal Regulations enthalten, im 25. Zusatzartikel zur Verfassung der Vereinigten Staaten von 1967 ist allerdings sinngemäß von den principal officers of the executive departments die Rede.

## Entstehung
Der erste Präsident der Vereinigten Staaten, George Washington, hatte schnell die Notwendigkeit eines Kabinetts festgestellt. Eine seiner ersten Amtshandlungen war es, im Kongress die Einrichtung der Ministerien für Äußere Angelegenheiten (wenig später mit erweiterten Befugnissen in Staatsministerium (Department of State) umbenannt), Finanzen und Krieg zu veranlassen. Diese Ministerien sollten von Beamten mit dem Titel Sekretär (engl. Secretary) geführt werden. Im Unterschied zu deutschen Bundesministern sind amerikanische Sekretäre aber direkt dem Präsidenten untergeordnet und können durch ihn jederzeit des Amtes enthoben werden. Der Präsident ernennt die Sekretäre mit Zustimmung des Senats. Um den deutschen Sprachgewohnheiten zu folgen, werden amerikanische Sekretäre, die ein Ministerium führen, im Allgemeinen als Minister bezeichnet.
George Washingtons erstes Kabinett bestand aus Außenminister (engl. Secretary of State) Thomas Jefferson, Finanzminister Alexander Hamilton, Kriegsminister Henry Knox, und United States Attorney General Edmund Randolph.
Der Vizepräsident war ursprünglich kein Teil des Kabinetts und nahm auch nicht an dessen Sitzungen teil. Im Gegenteil nahm er in der Regel keinen Einfluss auf die Regierungspolitik ein und zog sich eher in die Privatsphäre zurück. Erst Woodrow Wilson bezog 1919 seinen Vizepräsidenten Thomas R. Marshall stärker in die Regierungsarbeit ein, als er zu den Verhandlungen um den Versailler Vertrag reiste und Marshall bat, ihn in den Kabinettssitzungen zu vertreten. Die Nachfolger Wilsons und deren Vizepräsidenten handhabten dies unterschiedlich. Franklin D. Roosevelt, der 1933 Präsident wurde, bezog alle seine Vizepräsidenten aus vier Amtszeiten in das Kabinett mit ein. Dies wurde seither von allen Präsidenten so gehandhabt.

## Bedeutung
Obwohl das Kabinett immer noch ein wichtiges Organ der Bundesregierung darstellt, hat sich seine Bedeutung als politisches Gremium in den letzten Jahren verringert. Seit Präsident Franklin D. Roosevelt besteht der Trend, dass Präsidenten durch das Executive Office und den Nationalen Sicherheitsrat statt durch das Kabinett agieren. Dies hat zur Folge, dass die Macht einiger Beamter außerhalb des Kabinetts wie dem Stabschef des Weißen Hauses, dem Direktor des Office of Management and Budget oder dem Nationalen Sicherheitsberater oft derjenigen der Kabinettsmitglieder gleicht oder diese sogar übersteigt.
Traditionell waren der Außenminister, der Finanzminister, der Verteidigungsminister und der Attorney General die bedeutendsten Kabinettsmitglieder. Seit der Bildung des Ministeriums für Innere Sicherheit ist der Minister für Innere Sicherheit allerdings rasch in seiner Bedeutung aufgestiegen.
Das Kabinett ist auch bedeutend, wenn es um die Nachfolge des Präsidenten geht. Diese bestimmt, wer das Amt des Präsidenten kommissarisch übernimmt, wenn infolge von Tod, Rücktritt oder Amtsunfähigkeit weder der Präsident noch der Vizepräsident das Amt ausüben können. Die Reihenfolge sieht zunächst den Sprecher des Repräsentantenhauses vor, bei dessen Wegfall der Präsident pro tempore des Senats. Steht auch dieser nicht zur Verfügung, sind es die Mitglieder des Kabinetts in einer vordefinierten Reihenfolge, welche die weitere Nachfolge bilden, beginnend mit dem Außenminister. Der letzte vorgesehene Nachfolger ist der Minister für Innere Sicherheit.
Es ist üblich, dass sich nie alle Nachfolger des Präsidenten an einem Ort aufhalten. Bei zeremoniellen Ereignissen wie der State of the Union Address, bei denen die Anwesenheit der ersten Mitglieder der Nachfolgerangordnung erwartet wird, bleibt daher üblicherweise ein Kabinettsmitglied fern. Diese Person, als „designierter Überlebender“ bezeichnet, hält sich in solchen Fällen an einem sicheren, geheim gehaltenen Ort auf, um das Amt des Präsidenten zu übernehmen, sollten alle anderen vorgesehenen Nachfolger getötet werden. Diese Aufgabe wird meist von einem der weiter unten in der Liste stehenden Minister übernommen – soweit bekannt war der ranghöchste seit Anfang der 1980er Jahre der Attorney General.

## Mitglieder

### Aktuelle Mitglieder
| Amt                                                  | Person | Person                |
| ---------------------------------------------------- | ------ | --------------------- |
| Präsident                                            |        | Donald Trump          |
| Vizepräsident                                        |        | JD Vance              |
| Außenminister                                        |        | Marco Rubio           |
| Finanzminister                                       |        | Scott Bessent         |
| Verteidigungsminister                                |        | Pete Hegseth          |
| Justizministerin United States Attorney General      |        | Pam Bondi             |
| Innenminister                                        |        | Doug Burgum           |
| Landwirtschaftsministerin                            |        | Brooke Rollins        |
| Handelsminister                                      |        | Howard Lutnick        |
| Arbeitsministerin                                    |        | Lori Chavez-DeRemer   |
| Minister für Gesundheit und Soziales                 |        | Robert F. Kennedy Jr. |
| Minister für Wohnungsbau und Stadtentwicklung        |        | Scott Turner          |
| Verkehrsminister                                     |        | Sean Duffy            |
| Energieminister                                      |        | Chris Wright          |
| Bildungsministerin                                   |        | Linda McMahon         |
| Veteranenminister                                    |        | Doug Collins          |
| Ministerin für innere Sicherheit                     |        | Kristi Noem           |
| Direktor der Umweltschutzbehörde                     |        | Lee Zeldin            |
| Direktor des Office of Management and Budget         |        | Russell Vought        |
| Direktorin der Geheimdienste                         |        | Tulsi Gabbard         |
| Handelsbeauftragter                                  |        | Jamieson Greer        |
| Botschafterin bei den Vereinten Nationen             |        | Elise Stefanik        |
| Vorsitzender des Council of Economic Advisers        |        | Stephen Miran         |
| Direktorin der Mittelstandsbehörde                   |        | Kelly Loeffler        |
| Direktor des Office of Science and Technology Policy |        | Michael Kratsios      |
| Stabschefin                                          |        | Susie Wiles           |
| Direktor der Central Intelligence Agency             |        | John Ratcliffe        |

### Positionen, die zeitweise in den Kabinettsrang erhoben wurden
- Botschafter bei den Vereinten Nationen (1953–1989, 1993–2001, 2009–2018, seit 2021)
- Direktor des Office of Management and Budget (1953–1961, seit 1969)
- Stabschef (1953–1961, 1974–1977, seit 1993)
- Counselors to the President (1969–1977, 1981–1985, 1992–1993)
- Handelsbeauftragter (seit 1975)
- Rechtsberater (1974–1977)
- Vorsitzender des Council of Economic Advisers (1977–1981, 1993–2001, 2009–2017, seit 2021)
- Nationaler Sicherheitsberater (1977–1981)
- Director of Central Intelligence (1981–1989, 1995–2001)
- Direktor der Umweltschutzbehörde (seit 1993)
- Direktor der Mittelstandsbehörde (1994–2001, seit 2012)
- Direktor des Office of National Drug Control Policy (1993–2009)
- Direktor der Federal Emergency Management Agency (1996–2001)
- Direktor der Geheimdienste (seit 2017)
- Direktor der Central Intelligence Agency (2017–2021, seit 2023)
- Direktor des Office of Science and Technology Policy (seit 2021)